# Spodnje Negonje
Spodnje Negonje – wieś w Słowenii, w regionie Sawińskim, w gminie Rogaška Slatina. 1 stycznia 2017 liczyła 283 mieszkańców.